# Schulschiff Deutschland
Die Schulschiff Deutschland ist ein ehemaliges Segelschulschiff der deutschen Handelsschifffahrt. Das letzte deutsche Vollschiff, ein Dreimaster, liegt heute ganzjährig im Neuen Hafen in Bremerhaven.
Da der Name Deutschland schon für das bereits geplante, aber noch nicht gebaute Panzerschiff Deutschland der Marine vergeben war, wurde bei der Schulschiff Deutschland die Funktion Schulschiff mit in den offiziellen Namen aufgenommen.
Das Schiff wurde 1995 als schwimmendes Kulturdenkmal anerkannt.

## Geschichte

### Segelschulschiff
Die Schulschiff Deutschland wurde 1927 vom Deutschen Schulschiff-Verein (DSV) in Auftrag gegeben. Sie war das vierte Segelschulschiff des Vereins, nach dem Vollschiff Großherzogin Elisabeth (der heute französischen Duchesse Anne), dem Vollschiff Prinzeß Eitel Friedrich (der heute polnischen Dar Pomorza) und der Bark Großherzog Friedrich August (der heute norwegischen Statsraad Lehmkuhl). Da die beiden letzteren nach dem Ersten Weltkrieg an die Siegermächte ausgeliefert worden waren, war nur noch die 1901 gebaute Großherzogin Elisabeth im Besitz des Vereins.
Am 14. Juni 1927 lief die Schulschiff Deutschland bei der Tecklenborg-Werft in Wesermünde (heute Bremerhaven) vom Stapel. Ihr Liegehafen war Elsfleth, da der offizielle Heimathafen aller DSV-Schulschiffe, Oldenburg, wegen mangelnder Wassertiefe nicht angelaufen werden konnte. Um die angehenden Matrosen in der seemännischen Praxis zu unterweisen, unternahm das Schiff regelmäßige Ausbildungsfahrten, im Winter im Atlantik nach Übersee (meist Afrika und Karibik/Südamerika), im Sommer in der Nord- und Ostsee. Die letzte Winterreise in den Südatlantik endete am 22. März 1939 auf Reede von Bremerhaven, und während des Zweiten Weltkriegs fanden Ausbildungsfahrten nur noch in der Ostsee statt; Liegeplatz des Schiffs war daher ab 15. April 1940 am Westufer der Świna in der Pommerschen Bucht, dann ab November 1941 Lübeck. Von 1927 bis 1939 wurden 12 Überseereisen und von 1928 bis 1944 insgesamt 17 Nord- und Ostseefahrten unternommen. Die letzte endete am 1. Oktober 1944.

### Kriegs- und Nachkriegsnutzung
Durch eine kurzzeitige Nutzung als Lazarettschiff in der Lübecker Bucht gegen Ende des Krieges konnte verhindert werden, dass die Schulschiff Deutschland als Reparationsleistung ausgeliefert werden musste. Im August 1946 wurde das Schiff auf Anweisung der britischen Besatzungsbehörden nach Cuxhaven verlegt, um dort bis zu dessen Auflösung Ende Dezember 1947 als Wohnschiff für den Deutschen Minenräumdienst („German Minesweeping Administration“, GMSA) zu dienen. Am 22. Juli 1948 wurde das Schiff nach Bremen in die amerikanische Besatzungszone geschleppt, um einer Auslieferung an Großbritannien zu entgehen. Es diente daraufhin bis Anfang 1952 als schwimmende Jugendherberge mit Liegeplatz im Bremer Europahafen.

### Stationäres Schulschiff

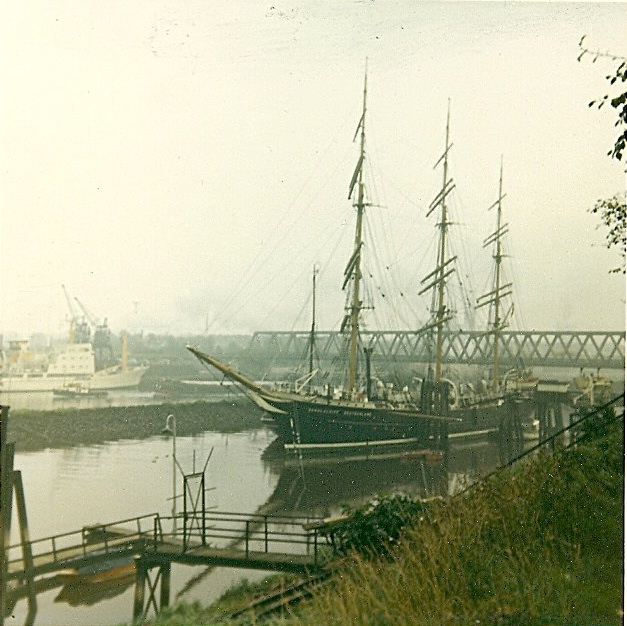
Schulschiff Deutschland am Liegeplatz in der Kleinen Weser (Foto: 1970)

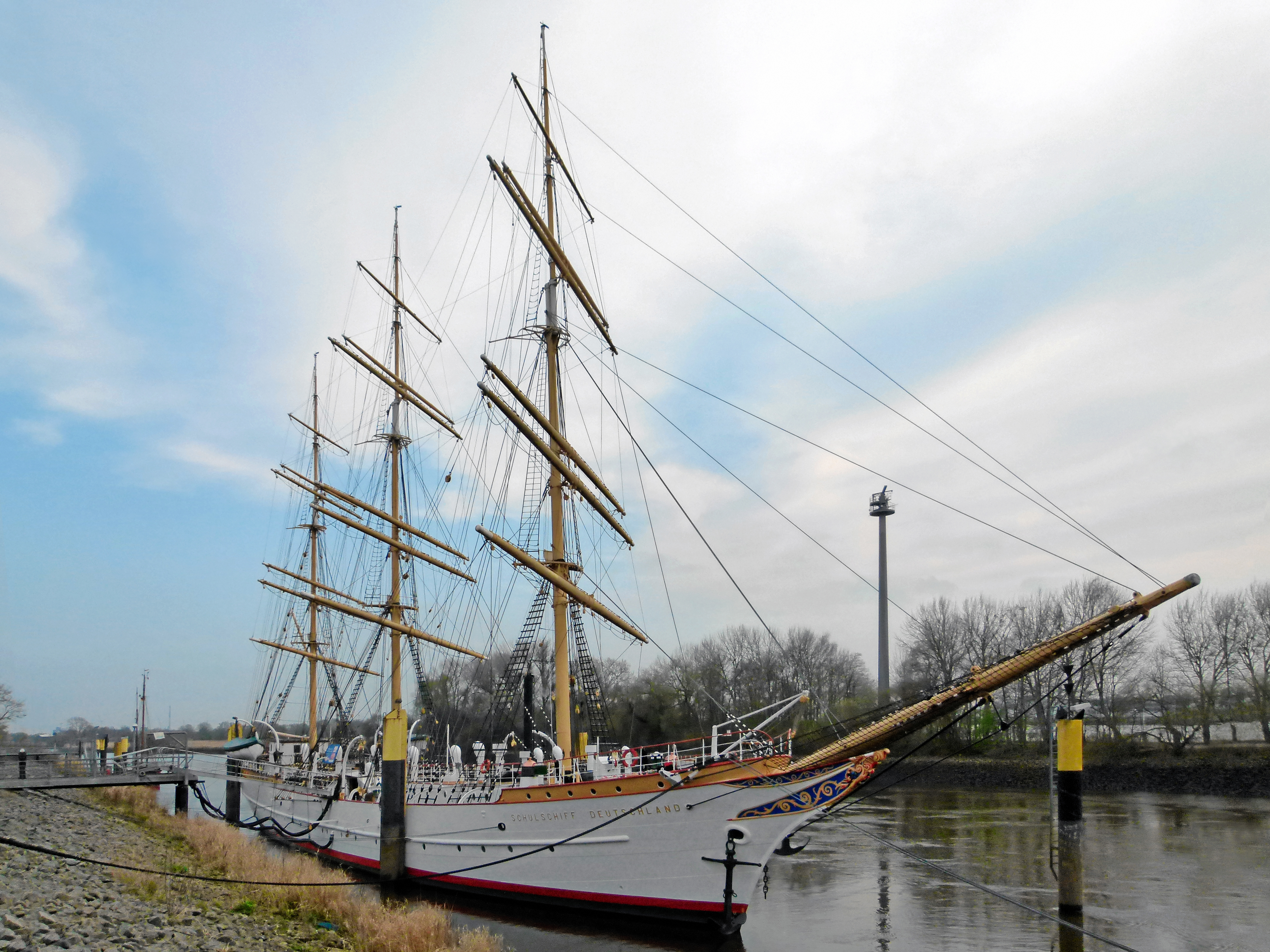
Am Liegeplatz in Vegesack (Foto: 2014)

Nachdem die Schulschiff Deutschland am 27. Februar 1950 von den Alliierten wieder an den Deutschen Schulschiff-Verein als Eigner übergeben worden war, begannen Bemühungen zum Neubeginn des Ausbildungsbetriebs. Der Verein und der Senat der Freien Hansestadt Bremen finanzierten die Erneuerung der Takelage und der Unterkünfte, und am 1. April 1952 wurde am neuen Liegeplatz des Schiffs in der Kleinen Weser in Bremen-Woltmershausen mit 18 jungen Männern der reguläre Ausbildungsbetrieb aufgenommen, nun allerdings nicht mehr für Schiffsjungen, sondern für Anwärter auf die Laufbahn eines Nautischen Offiziers. Es wurden keine Ausbildungsfahrten mehr unternommen, aber die Schiffsoffiziersanwärter konnten die gesetzlich vorgeschriebene praktische Vorausbildung erhalten. Der Versuch des Schulschiff-Vereins in den 1960er Jahren, die stationäre Ausbildung durch einen Törn auf einem vereinseigenen Segelschulschiff zu ergänzen, war nur kurzzeitig erfolgreich. Die 1967 erfolgte Vercharterung des Schiffs an den Norddeutschen Lloyd, der mit ihr einige Auslandreisen mit Steuermannsanwärtern durchführte, endete zwangsläufig mit der Änderung der Schiffsbesetzungsordnung im Jahre 1970, die keine Bordausbildung mehr vorschrieb. 1972 wurde auch der stationäre Schulschiffbetrieb auf der Schulschiff Deutschland eingestellt. Das Schiff wurde umgebaut und dann als Internat und Ausbildungswerkstatt genutzt.
Es wurde 1995/1996 für 5,5 Millionen DM auf der Bremer-Vulkan-Werft in Bremen-Vegesack renoviert und so weit wie möglich originalgetreu restauriert, einschließlich des stehenden und laufenden Guts. Dabei erhielt es ein neues Edelholzdeck. Am 14. Juni 1996 waren die Arbeiten beendet und es wurde zu seinem neuen Liegeplatz an der Lesum-Mündung in Vegesack verholt.
Noch bis zum Frühjahr 2002 wohnten Auszubildende im Internat an Bord, die den Beruf des Schiffsmechanikers in der deutschen Seeschifffahrt anstrebten und am Schulzentrum an der Kerschensteiner Straße in Vegesack ausgebildet wurden. Mit der Einstellung dieser Ausbildung in Bremen wurde das Kapitel der Seemannsschule Bremen geschlossen.

## Heutige Nutzung

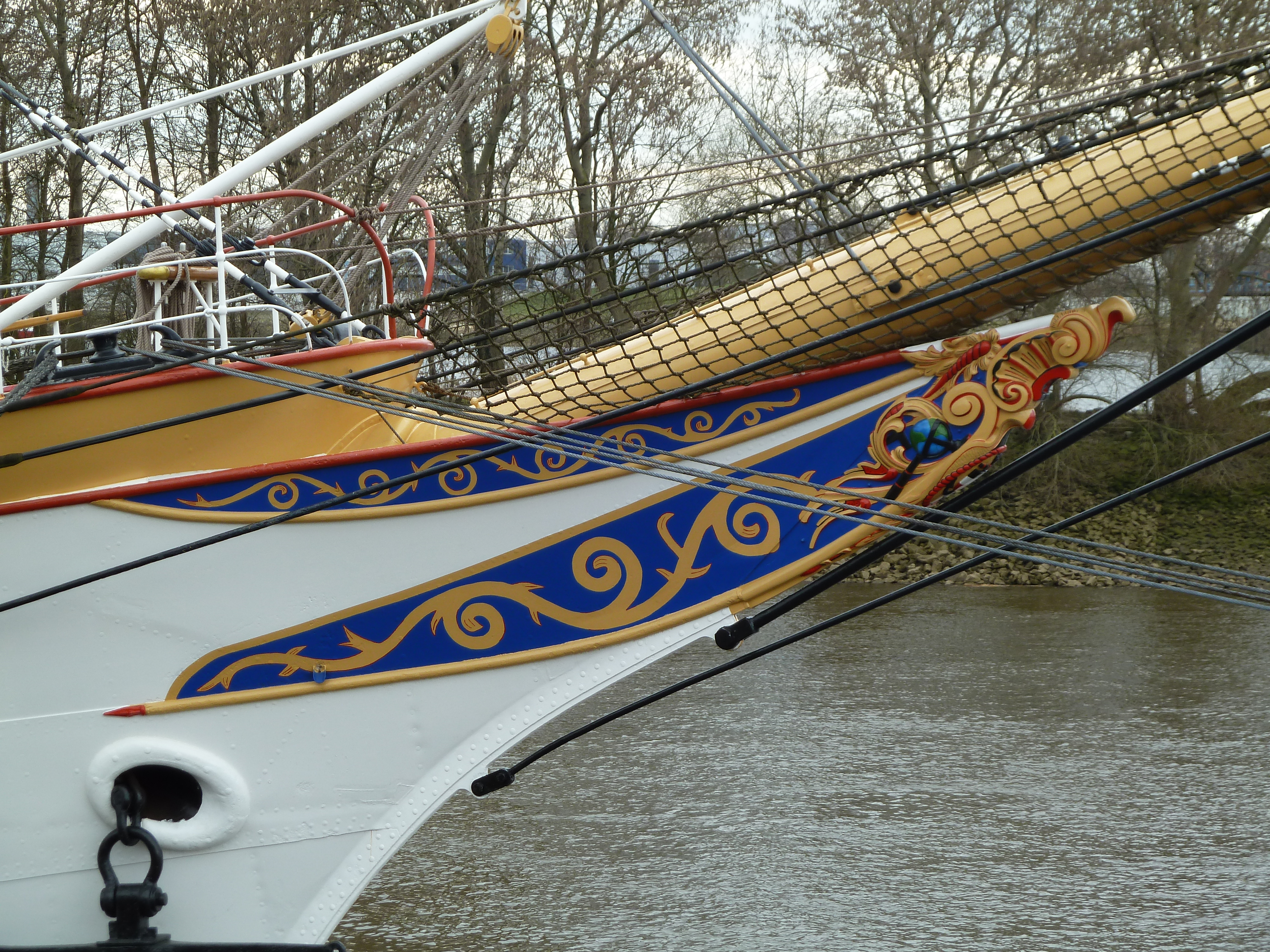
Die Galionsfigur

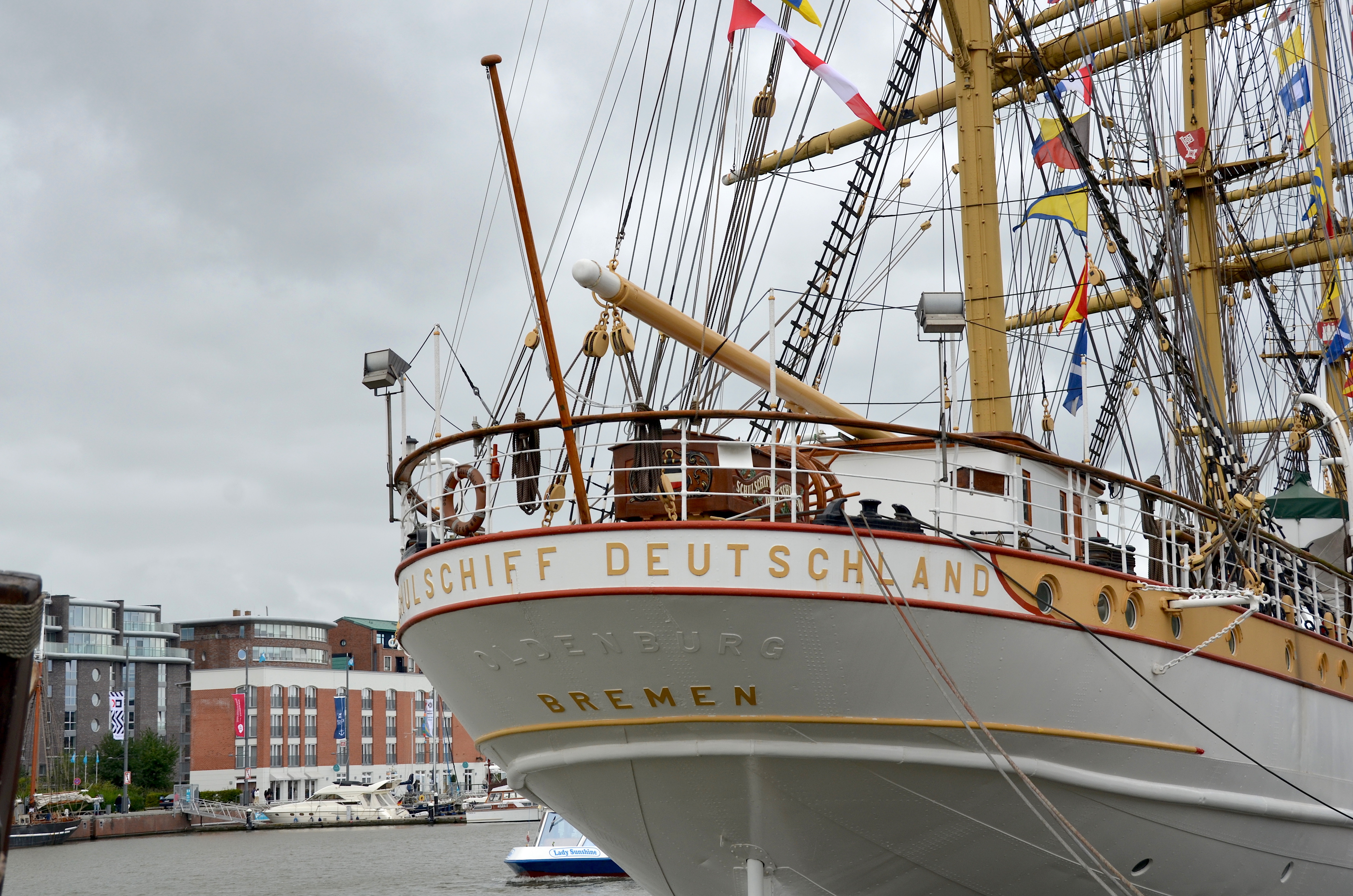
Schulschiff Deutschland (Heck)

Das Schiff ist inzwischen neben der aktiv segelnden Modellfregatte Royal Louise aus Berlin eines der beiden letzten deutschen Vollschiffe. Das maritime Kulturdenkmal im Besitz des Deutschen Schulschiff-Vereins wird heute vor allem durch ehrenamtliche Helfer betreut und instand gehalten. Es war eine touristische Attraktion in Bremen-Vegesack und wurde dort als Hotel sowie für Tagungen, Seminare, Ausstellungen und Feiern genutzt. Einmal monatlich fanden an Bord standesamtliche Trauungen statt und ganzjährig konnte in 30 Doppelkabinen und in der Kapitänssuite übernachtet werden.
Ende 2014 wurde das Schiff noch einmal für rund eine Million Euro saniert; vor allem der Rumpf war durch Rost angegriffen worden.
Die Schulschiff Deutschland war wiederholt zu Gast bei der Sail Bremerhaven, so beispielsweise im Jahr 2005.
Im Juni 2021 vereinbarten Bremerhavens Oberbürgermeister Melf Grantz und der Vorsitzende des Deutschen Schulschiff-Vereins, der FDP-Politiker Claus Jäger, vertraglich, die Schulschiff Deutschland von Vegesack nach Bremerhaven in den Neuen Hafen zu verlegen. Grund für die Verlegung war vor allem, dass der Verein das Schiff am alten Standort nicht mehr kostendeckend betreiben konnte und in Bremerhaven aufgrund des Tourismus in den Havenwelten deutlich mehr Besucher erwartete. Betrieb und Unterhaltung des Schiffes kosten jährlich einschließlich Personalkosten rund 300.000 Euro, die durch Einnahmen, Spenden und Mitgliedsbeiträge aufgebracht werden.
Das Schiff wurde am 26. August 2021 mit Schlepperhilfe zu seinem neuen Liegeplatz in Bremerhaven gebracht. Dort gab es in der Folge Probleme mit Anwohnern, die sich durch ein dauerhaft vor ihren Wohnungen liegendes Schiff gestört fühlen.

## Kapitäne
- Reinhold Walker (1927–1933)[11]
- Walther von Zatorski (1933–1936)
- Ernst Sieck (1936–1938)
- Otto Bauer (1938–1945)
- O. Hattendorf (1945–1953)
- K. Köppl (1953–1961)
- O. Hattendorf (1961–1977)
- Harm Müller-Röhlck (1977–2002)

## Sonstiges
Die Bundesrepublik Deutschland ehrte die Schulschiff Deutschland 2005 in der Serie „Für die Jugend – Großsegler“ mit einer eigenen Briefmarke.